# Павловка (Софиевский район)
Павловка (укр. Павлівка) — село,
Жовтневый сельский совет,
Софиевский район,
Днепропетровская область,
Украина.
Код КОАТУУ — 1225283306. Население по переписи 2001 года составляло 82 человека .

## Географическое положение
Село Павловка находится на правом берегу реки Жёлтенькая,
ниже по течению на расстоянии в 1 км расположено село Марьевка,
на противоположном берегу — село Авдотьевка.